# Dorcadion vincenzae
Dorcadion vincenzae är en skalbaggsart som beskrevs av Carlo Pesarini och Andrea Sabbadini 2007. Dorcadion vincenzae ingår i släktet Dorcadion och familjen långhorningar. Inga underarter finns listade i Catalogue of Life.